# Джонсон (округ, Айова)
Шаблон:StateAbbr_ 41°40′00″ пн. ш. 91°35′00″ зх. д. / 41.666666666667° пн. ш. 91.583333333333° зх. д.
Округ Джонсон (англ. Johnson County) — округ (графство) у штаті Айова, США. Ідентифікатор округу 19103.

## Історія
Округ утворений 1837 року.

## Демографія
За даними перепису
2000 року
загальне населення округу становило 111006 осіб, зокрема міського населення було 85247, а сільського — 25759.
Серед мешканців округу чоловіків було 55254, а жінок — 55752. В окрузі було 44080 домогосподарств, 23578 родин, які мешкали в 45831 будинках.
Середній розмір родини становив 2,97.
Віковий розподіл населення поданий у таблиці:
| Стать    | До 15 років | 15-21 | 22-29 | 30-39 | 40-49 | 50-65 | 65-85 | Понад 85 |
| -------- | ----------- | ----- | ----- | ----- | ----- | ----- | ----- | -------- |
| Чоловіки | 9655        | 9459  | 10514 | 8341  | 7583  | 6276  | 3116  | 310      |
| Жінки    | 9036        | 10448 | 9462  | 7724  | 7764  | 6479  | 4048  | 791      |

## Суміжні округи
- Лінн — північ
- Седар — схід
- Маскетін — схід/південний схід
- Луїза — південний схід/південь
- Вашингтон — південь
- Айова — захід
- Айова — захід
- Бентон — північний захід

## Виноски
1. ↑  U.S. Decennial Census. US Census Bureau. Архів оригіналу за 26 квітня 2015. Процитовано 18 липня 2014.
2. ↑  Historical Census Browser. University of Virginia Library. Архів оригіналу за 11 серпня 2012. Процитовано 18 липня 2014.
3. ↑  Population of Counties by Decennial Census: 1900 to 1990. US Census Bureau. Архів оригіналу за 22 квітня 2014. Процитовано 18 липня 2014.
4. ↑  Census 2000 PHC-T-4. Ranking Tables for Counties: 1990 and 2000 (PDF). US Census Bureau. Архів оригіналу (PDF) за 18 грудня 2014. Процитовано 18 липня 2014.
5. ↑  State & County QuickFacts. United States Census Bureau. Архів оригіналу за 7 червня 2011. Процитовано 18 липня 2014.(англ.) Наведено за англійською вікіпедією.
6. ↑  American FactFinder. Бюро перепису населення США. Архів оригіналу за 21 травня 2008. Процитовано 31 січня 2008.

| США | Це незавершена стаття з географії США. Ви можете допомогти проєкту, виправивши або дописавши її. |